# Mireșu Mare (gmina)
Mireșu Mare – gmina w Rumunii, w okręgu Marmarosz. Obejmuje miejscowości Dăneștii Chioarului, Iadăra, Lucăcești, Mireșu Mare, Remeți pe Someș, Stejera i Tulghieș. W 2011 roku liczyła 4766 mieszkańców.